# Bezirk Marburg
Der Bezirk Marburg war zwischen 1848 und 1851 ein Bezirk, also Teil der mittleren Verwaltungsebene im Kurfürstentum Hessen mit Sitz in Marburg.

## Geschichte
Mit dem „Gesetz, die Bildung neuer Verwaltungsbezirke und die Einführung von Bezirksräten betreffend“ vom 31. Oktober 1848 und der entsprechende Verordnung vom 22. Dezember 1848, die zum 1. Februar 1849 wirksam wurden, wurden die bisherigen vier Provinzen aufgelöst und neun Bezirke eingerichtet. Aus der bisherigen Provinz Oberhessen wurden zwei Bezirke, darunter der Bezirk Marburg gebildet. Diese Änderung war eine Folge der Märzrevolution.
Die neue Verwaltungsstruktur wurde bereits nach kurzer Zeit aufgelöst, nachdem sich die Reaktion durchgesetzt hatte. Mit der Verordnung und dem „provisorischen“ „Gesetz, die Umbildung der inneren Landesverwaltung und die Vollziehungsgewalt der Verwaltungsbehörden sowie der Bezirksräte betreffend“, vom 7. Juli 1851 wurde die alte Ordnung wiederhergestellt.

## Gebiet und Verwaltung
Der Bezirk setzte sich aus den Verwaltungsämtern Frankenberg, Kirchhain und Marburg zusammen. Diese Verwaltungsämter entsprachen den bisherigen Kreisen gleichen Namens. Damit umfasste der Bezirk Marburg die Gerichtsbezirke folgender Gerichte:
- Justizamt Marburg
- Justizamt Fronhausen
- Justizamt Treis
- Justizamt Wetter
- Justizamt Frankenberg
- Justizamt Frankenau
- Justizamt Rosenthal
- Justizamt Kirchhain
- Justizamt Amöneburg
- Justizamt Neustadt
- Justizamt Rauschenberg

An der Spitze der Bezirksverwaltung stand ein Bezirksdirektor:
- 1848–1850: Siegmund Wilhelm Ungewitter
- (1850–1851): Karl Wilhelm Heinrich Wagener